# 木ノ本村
木ノ本村（きのもとむら）は、和歌山県海草郡にあった村。旧海部郡。

## 歴史
- 1889年（明治22年）4月1日 - 明治大合併による村制施行により、海部郡木ノ本村となる。
- 1896年（明治29年）4月1日 - 郡の統合により海部郡が名草郡と合併して海草郡となる[1]。
- 1942年（昭和17年）7月1日 - 市町村合併により和歌山市へ編入。

## 村長
- 木本主一郎：1905年8月 - 1912年4月